# 坦途站
坦途站是位于吉林省镇赉县坦途镇的一个铁路车站，邮政编码137304。车站建于1926年，有平齐铁路经过该站，现仅办理货运，不办理客运业务，车站及其上下行区间均未电气化。车站距离四平站431公里，隶属沈阳铁路局白城车务段，是四等站。

## 历史
建于1926年。
2008年左右改为乘降所。
2017年前后改造，并成为一个观光景点。

## 业务办理
仅办理货运整车，零担货物到发业务。不办理客运业务